# BMW R63
La BMW R63 è una motocicletta da strada prodotta dalla casa tedesca BMW Motorrad dal 1928 al 1929.

## Storia del progetto
Si trattava della versione sportiva della turistica R62. Entrambe condividevano il telaio con le sorelle di minore cilindrata, la R52 e la R57. Per ottenere l'aumento di cilindrata, nel caso della R63 si adottò l'albero della R57, che aveva una corsa di 68 mm, aumentando l'alesaggio fino a 83 mm, ottenendo così un motore superquadro.
La cilindrata complessiva di 735 cm³ era leggermente inferiore a quella della R62, nonostante ciò il più vantaggioso rapporto alesaggio/corsa, l'adozione della distribuzione e valvole in testa, di un carburatore maggiorato (un BMW Spezial a 2 valvole 24 mm) e di un rapporto di compressione più spinto permettevano al motore di erogare 24 CV a 4.000 rpm, contro i 18 CV a 3.400 rpm della R62. La velocità massima era di 120 km/h.
La frizione a secco era inizialmente monodisco, durante la produzione si passò poi alla bidisco.

## Produzione
La R63, assieme alla R62 e alle R57 e R52, fu presentata al salone di Berlino del novembre 1928. In tale occasione le motociclette furono però oscurate dai nuovi modelli con telaio in acciaio stampato, la R11 e la R16, che già nel 1929 andarono a sostituire rispettivamente la R62 e la R63.
La R63 fu prodotta in soli 794 esemplari.